# Lidsjön (Husby-Oppunda socken, Södermanland)
Lidsjön är en sjö i Nyköpings kommun och Flens kommun i Södermanland och ingår i Nyköpingsåns huvudavrinningsområde. Sjön är 14,7 meter djup, har en yta på 7,26 kvadratkilometer och är belägen 19 meter över havet. Sjön avvattnas av Husbyån.

## Delavrinningsområde
Lidsjön ingår i det delavrinningsområde (653174-156280) som SMHI kallar för Utloppet av Lidsjön. Medelhöjden är 40 meter över havet och ytan är 43,93 kvadratkilometer. Räknas de 46 avrinningsområdena uppströms in blir den ackumulerade arean 819,61 kvadratkilometer. Husbyån som avvattnar avrinningsområdet har biflödesordning 2, vilket innebär att vattnet flödar genom totalt 2 vattendrag innan det når havet efter 42 kilometer. Avrinningsområdet består mestadels av skog (55 procent) och jordbruk (19 procent). Avrinningsområdet har 7,43 kvadratkilometer vattenytor vilket ger det en sjöprocent på 16,9 procent.